# King's Cup (tennis)
 (novembre 2013).
Si vous disposez d'ouvrages ou d'articles de référence ou si vous connaissez des sites web de qualité traitant du thème abordé ici, merci de compléter l'article en donnant les références utiles à sa vérifiabilité et en les liant à la section « Notes et références ».
La King's Cup, en français la Coupe du Roi, dont le nom officiel est H.M. King Gustaf V of Sweden Cup, soit Coupe de sa Majesté le Roi Gustav V de Suède, est une compétition européenne de tennis par équipe jouée en salle.

## Historique

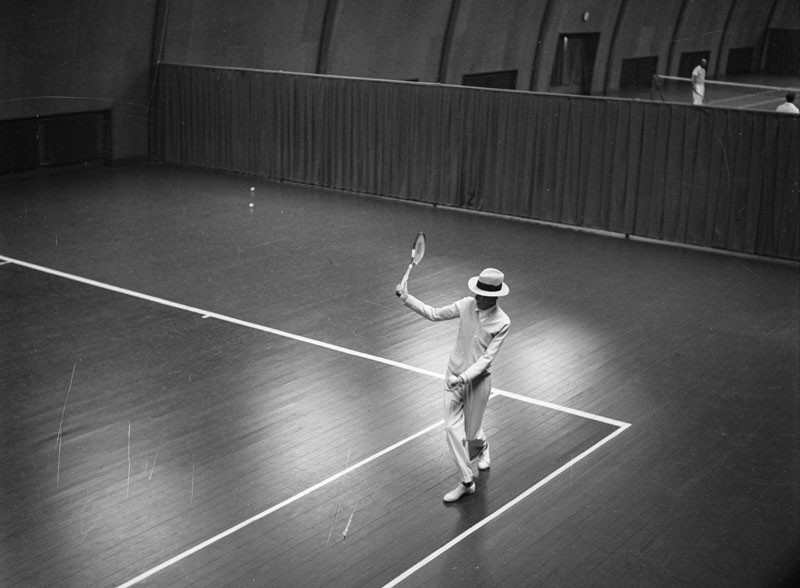
Le roi Gustav V au Tennisstadion de Stockholm en 1942.

Créé à l'initiative du roi Gustave V de Suède qui fit don du trophée du tournoi, la King's Cup a eu lieu de 1936 à 1985. Elle se jouait sur le même principe que la Coupe Davis et peut être considérée comme son équivalent européen. La première finale s'est jouée entre la Suède et la France au SALK-hall de Stockholm. L'équipe française, représentée entre autres par Jean Borotra et Jacques Brugnon, fut victorieuse 4 à 1. Après la cérémonie, les joueurs furent invités par le roi pour un dîner au Palais Royal.
Après une interruption pendant la Seconde Guerre mondiale en 1939, la Fédération européenne de tennis a réorganisé la King's Cup à partir de 1952 avec la volonté que toutes les équipes soient à égalité de conditions tout au long du tournoi, à l'exception du champion de l'année précédente qui garde l'avantage de jouer à domicile. En 1976, la King's Cup a été de nouveau réorganisée après un an d'absence. Appelée Coupe d'Europe, elle est alors jouée sous la forme d'un championnat avec des poules en attribuant des points à chaque équipe. Elle est ensuite disputée jusqu'en 1985 dans un format plus classique.

## Palmarès
Les nations victorieuses de 1936 à 1985 sont :
- la Suède (10 fois) ;
- le Danemark (6 fois) ;
- l'Allemagne, le Royaume-Uni et la Tchécoslovaquie (chacun 4 fois) ;
- la France (3 fois en 1936, 1970 et ?) ;
- l'Italie (2 fois en 1971 et 1974) ;
- la Yougoslavie (une victoire en 1969 avec Nikola Špear) ;
- l'Espagne (une victoire en 1972) ;
- la Hongrie (une victoire en 1976).

## Résultats détaillés
1936 : France (Jean Borotra, Bernard Destremau, Christian Boussus, Jacques Brugnon) 4-1 Suède (Kalle Schröder, Curt Östberg)
1937 : France (Yvon Petra, Bernard Destremau, Henri Bolelli, Jean Lesueur) 5-0 Suède (Kalle Schröder, Nils Rohlsson, Wallen)
1961 : Suède (Jan-Erik Lundqvist, Ulf Schmidt) 2-1 Danemark (Jorgen Ulrich, Jan Leschly)
1968 : Suède (Ove Bengtson, Martin Carlstein) 2-1 Pays-Bas (Tom Okker, Jan Hordijk, Nick Fleury)
1976 : 1) Hongrie (11 pts), 2) Royaume-Uni (10 pts), 3) Allemagne de l'Ouest (8 pts), 4) France (8 pts)
1977 : Suède
1978 : 1) Suède (Tenny Svensson, Ove Bengtson) 3-3 (8-7 au set average) Hongrie (Balázs Taróczy, Péter Szőke), 3) Allemagne de l'Ouest 4-2 Autriche
1983 : Allemagne de l'Ouest (Hans Schwaier, Michael Westphal, Eric Jelen, Wolfgang Popp) 2-1 Tchécoslovaquie (Libor Pimek, Jaroslav Navratil)